# Villers-sur-Mer
Villers-sur-Mer è un comune francese di 2 750 abitanti situato nel dipartimento del Calvados nella regione della Normandia.
È il comune francese più settentrionale fra quelli attraversati dal Meridiano di Greenwich, e fra questi l'unico con sbocco al mare: il punto dell'"entrata" del meridiano nel territorio francese è evidenziato da una linea tracciata sul lungomare ed un piccolo belvedere.

## Società

### Evoluzione demografica
Abitanti censiti

## Curiosità
Nella spiaggia di Villers-sur-Mer (ultimo tratto della Rue Alfred Feine), è stata girata la scena finale del film di François Truffaut: I quattrocento colpi (Les 400 coups) del 1959.